# Helter Skelter (film 2012)
Helter Skelter (ヘルタースケルター?, Herutā sukerutā) è un film del 2012 diretto da Mika Ninagawa.
Si tratta dell'adattamento cinematografico dell'omonimo manga di Kyōko Okazaki. Il film segna il ritorno alla recitazione di Erika Sawajiri dopo cinque anni passati lontano dalle scene.

## Trama
Ririko è una supermodella il cui successo sembra non avere fine. Onnipresente sulle copertine delle più famose riviste di moda, ospite nei talk show e attrice in dorama e film di successo, è diventata un idolo per migliaia di adolescenti che ne seguono i consigli e ne imitano lo stile. Ririko però nasconde un segreto: in giovane età è ricorsa a decine di interventi chirurgici in modo da trasformare e rendere perfetti viso e corpo. Quando degli effetti collaterali devastanti iniziano a deturparle il viso, ella si accorge che la sua parabola di successo non è destinata a durare a lungo, e cade in uno stato di profonda disperazione. La situazione si aggrava quando il capo della sua agenzia, Tada, le presenta Kozue, nuova starlette la cui bellezza naturale e atteggiamento amichevole fanno di lei una popolare icona della moda. Nel tentativo di restare sulla cresta dell'onda Ririko convince la sua manager Hada, con la quale si è sempre comportata in modo arrogante e crudele, a sabotare Kozue.
Nel frattempo l'ispettore Asada sta investigando su una serie di misteriosi suicidi e su un traffico di organi, ed è convinto che l'innaturale bellezza di Ririko sia la chiave per smascherare una rete di pratiche mediche non convenzionali adottate da una clinica privata e salvare così delle vite umane. Incontratosi con Ririko, la prega di uscire allo scoperto e di confessare il suo segreto, in modo tale che nessun'altra ragazza possa finire nella sua situazione.
Hada, dopo aver rinunciato al suo tentativo di sfregiare con una taglierina Kozue e stanca di subire le continue cattiverie da parte di Ririko, fa trapelare alla stampa la verità sulla modella. Nonostante i tentativi di Tada di rimediare alla situazione, Ririko, additata dall'opinione pubblica come un falso e ormai prossima all'oblio, decide di presenziare a una conferenza stampa dove spiegare le sue ragioni. Durante l'evento, tuttavia, ella si ferisce con un coltello all'occhio sinistro, prima di far perdere le sue tracce.
Cinque anni più tardi Kozue è diventata la più ambita modella sul mercato, mentre la clinica al centro dei casi di malasanità è sotto investigazione. Inoltre, l'agenzia di Tada ha chiuso i battenti dopo aver perso tutte le sue clienti a causa del suo coinvolgimento con la stessa clinica. Durante un party in un locale con i suoi collaboratori e amici, Kozue si accorge della presenza di Hada e dopo averla seguita si imbatte in Ririko, la quale, con una benda sull'occhio ferito, le sorride.

## Produzione
Helter Skelter è la seconda opera della regista Mika Ninagawa dopo Sakuran, risalente a cinque anni prima: «non ho mai aspettato qualcosa per così tanto tempo in tutta la mia vita, e sono molto eccitata di poter finalmente iniziare a girare».
L'attrice Erika Sawajiri, che interpreta la protagonista Ririko, è stata scelta personalmente da Ninagawa, che la riteneva perfetta per il ruolo.

## Distribuzione
La distribuzione nelle sale giapponesi è avvenuta a partire dal 14 luglio 2012.

## Accoglienza

### Incassi
Nel corso della sua proiezione nelle sale giapponesi, Helter Skelter ha incassato 24 231 554 dollari, per un totale mondiale pari a 25 066 699 $.

### Critica
Mark Schilling del Japan Times lo ha giudicato come «un film bello ma non perfetto, proprio come il personaggio di cui racconta».